# Gujiao
Gujiao (古交市S, Gǔjiāo ShìP) è una città-contea della Cina, situata nella provincia dello Shanxi e amministrata dalla prefettura di Taiyuan.